# Dekanat Wysoka
Dekanat Wysoka – jeden z dwudziestu jeden dekanatów w rzymskokatolickiej diecezji bydgoskiej.

## Parafie
W skład dekanatu wchodzi 9 parafii (kolejność według dat erygowania parafii):
| Lp | Miejscowość / parafia                                                | Rok erygowania | Patron                                             | Odpust parafialny                                     | Uwagi | Zdjęcie |
| -- | -------------------------------------------------------------------- | -------------- | -------------------------------------------------- | ----------------------------------------------------- | --- | ------- |
| 1  | Wysoka Najświętszej Marii Panny Różańcowej                           | XIII w.        | Najświętsza Maryja Panna Różańcowa                 | 7 października (niedziela)                            | Barokowy kościół parafialny z 1729 roku (w rejestrze zabytków) - dawny klasztor Kanoników Regularnych (1695-1785); kaplica w Młotkowie; www |         |
| 2  | Śmiłowo św. Małgorzaty Panny i Męczennicy i Matki Bożej Szkaplerznej | 1300           | św. Małgorzata Antiocheńska Matka Boża Szkaplerzna | 20 lipca 16 lipca, 29 września (Zelgniewo)            | Neogotycki kościół parafialny z 1903 roku (w rejestrze zabytków); kaplica św. Rafała Archanioła w Zelgniewie; www                           |         |
| 3  | Miasteczko Krajeńskie Podwyższenia Krzyża Świętego                   | XVI w.         | Podwyższenie Krzyża Świętego                       | 14 września                                           | Kościół parafialny z 1899 roku (w rejestrze zabytków); www                                                                                  |         |
| 4  | Morzewo Przemienienia Pańskiego                                      | 1612           | Przemienienie Pańskie                              | 6 sierpnia                                            | Kościół parafialny z 1908 roku (w rejestrze zabytków)                                                                                       |         |
| 5  | Bądecz św. Józefa                                                    | 1928           | św. Józef z Nazaretu                               | 19 marca, 29 czerwca (kaplica), 29 września (kaplica) | Kościół parafialny poewangelicki z 1876 roku; kaplica w Podróżnej                                                                           |         |
| 6  | Rzadkowo Matki Boskiej Anielskiej                                    | 1936           | Matka Boża Anielska                                | 2 sierpnia                                            | Kościół parafialny zbud. w latach 30. XX w.                                                                                                 |         |
| 7  | Dziembowo Świętych Apostołów Piotra i Pawła                          | 1971           | św. Piotr Apostoł, św. Paweł z Tarsu               | 29 czerwca                                            | kościół parafialny poewangelicki z 1874 roku (w rejestrze zabytków)                                                                         |         |
| 8  | Kaczory św. Andrzeja Boboli                                          | 1971           | św. Andrzej Bobola                                 | 16 maja, 25 listopada                                 | Kościół parafialny poewangelicki z 1912 roku (w rejestrze zabytków)                                                                         |         |
| 9  | Grabówno św. Antoniego z Padwy                                       | 1974           | św. Antoni Padewski                                | 13 czerwca (niedziela)                                | Kościół parafialny (w rejestrze zabytków)                                                                                                   |         |